# (9937) Tricératops
(9937) Tricératops, désignation internationale (9937) Triceratops, est un astéroïde de la ceinture principale.

## Description
(9937) Tricératops est un astéroïde de la ceinture principale. Il fut découvert par Eric Walter Elst le 17 février 1988 à l'ESO. Il présente une orbite caractérisée par un demi-grand axe de 2,36 UA, une excentricité de 0,232 et une inclinaison de 1,26° par rapport à l'écliptique.
Il fut nommé d'après le dinosaure Tricératops, dont les restes ont été trouvés en nombre au Wyoming et au Colorado.

## Compléments